# Майк Омер
Майк Омер (нар. 20 червня 1979 р.) — ізраїльський автор кримінальних детективів, трилерів і фентезі. Його книги були перекладені у більш ніж 14 країнах світу та продані накладом понад мільйон примірників. Майкл Омер є автором бестселерів на сайтах New York Times та The Washington Post і найбільш читаної книги Kindle 2018 року. Письменник отримав нагороду LiveLib Readers' Choice Award за детективну прозу та премію Thomas&Mercer Silver Raven .

## Життєпис
Майк Омер народився в Єрусалимі у 1979 році. Його батьки були психологами. Коли йому було шість років, родина переїхала на рік до Бостона, щоб батько мав змогу здобути ступінь доктора наук, у результаті переїзду Омер навчився швидко говорити англійською. Пізніше сім'я повернулася до Ізраїлю та оселилася в Ход-ха-Шарон. 

## Письменницька кар'єра
У віці 16 років, після прочитання «Автостопом по Галактиці» Дугласа Адамса та циклу «Світ диска» Террі Пратчетта, Омер вирішив спробувати написати роман. У результаті «Географія кінця світу» була опублікована в 1996 році ізраїльським видавництвом Opus , де Омер став наймолодшим автором видавництва. У 1999 році він опублікував свій другий роман «Качина атака», який був номінований на премію Гефена. 
У 2011 році Омер приєднався до Шахара Кобера та Зіва Ботцера, аби написати сценарій для комп’ютерної гри під назвою «Нещастя». Понад два роки Майк Омер писав основний сюжет гри, експериментуючи зі створенням світу та характеристиками. Інтернет-журнал Gamasutra відзначив майстерно вибудувані сюжетні лінії гри. Пізніше Омер сказав, що робота над  світобудуванням "Нещастя" була гігантським завданням, яке приносило неймовірне задоволення. 
До 35 років Омер написав шість книг, усі з яких були у жанрі фентезі. Після двадцяти років письменницької діяльності, Омер відчув, що жанр обмежений. «Будучи підлітком, я увійшов у світ написання фентезі, думаючи, що це дасть мені свободу, але з роками це здавалося досить обмежливим», - сказав він Ярону Лондону . Митець вирішив спробувати писати у стилі реалізму. Використовуючи свій попередній досвід світобудівництва, він вигадав сучасне американське містечко, розташоване в штаті Массачусетс  . «Я хотів створити обставини, які б підкреслювали людські стосунки в усій їхній неповноцінній природі. Світ, сповнений минулих травм, одержимості та злочинів».
Світову популярність письменнику принесла серія романів-трилерів, події яких відбуваються у вигаданому місті Гленмор-Парк:
«Павуча павутина / Spider's Web» (2016);
«Смертельна павутина / Deadly Web» (2016);
«Павутина страху / Web of Fear» (2016).
У 2018-му році друком вийшла книга «Розум убивці», яка відкриває книжкову серію про психологиню-криміналістку з ФБР Зої Бентлі, пізніше були видані:
«У пітьмі» (2019); 
«Густіше за кров» (2020).

## Переклади українською
Омер М. Розум убивці : роман / пер. з англ. Марія Пухлій. Київ : Book Chef, 2021. 400 с. ISBN 9789669937025
Омер М. Убивчий вплив : роман / пер. з англ. Марія Пухлій. Київ : Book Chef, 2023. 464 с. ISBN 9786175481363
Омер М. У пітьмі : роман / пер. з англ. Марія Пухлій. Київ : Book Chef, 2023. 400 с. ISBN 9789669937308
Омер М. Густіше за кров : роман / пер. з англ. Марія Пухлій. Київ : Book Chef, 2023. 432 с. ISBN 9786175480663